# ラジャサウルス
ラジャサウルス (学名 Rajasaurus) は、後期白亜紀、まだアジアと陸続きになっていなかったインドに生息していた大型肉食恐竜。かつて海に近い沼地であったことを示す石灰岩、内陸であったことを示す川の沈積物の両方から発見されており、広く生息していたと思われる。
アベリサウルス科に属し、骨が重く、肋骨は短い。前肢はほとんど見つかっていないが、他のアベリサウルス科と同様、短かったと考えられている。全長は9m程度。頭頂部に目立つ太い角が1本ある。この特徴はマジュンガサウルスと近似しており、両者が系統的に近い種であることを示唆している。